# Vláda Oldřicha Černíka a Lubomíra Štrougala
Vláda Oldřicha Černíka a Lubomíra Štrougala byla druhá federální vláda Československa. Existovala od 27. září 1969 do 9. prosince 1971. Jejím prvním předsedou byl do 28. ledna 1970 Oldřich Černík, jenž vedl svou třetí vládu. V premiérském úřadu jej nahradil Lubomír Štrougal a vláda pokračovala do prosince 1971, kdy byl jmenován druhý Štrougalův kabinet. 

## Seznam členů vlády Oldřicha Černíka
- Předseda vlády: Oldřich Černík
- Místopředseda vlády:
  - Josef Kempný
  - Peter Colotka
  - Karol Laco
  - Miloslav Hruškovič, do 26. června 1970
  - Matej Lúčan, od 26. června 1970
  - Václav Hůla
  - František Hamouz
- Ministr zahraničních věcí: Ján Marko
- Ministr národní obrany: Martin Dzúr
- Ministr vnitra: Jan Pelnář
- Ministr financí: Rudolf Rohlíček
- Ministr plánování: Václav Hůla
- Ministr práce a sociálních věcí: Michal Štanceľ
- Ministr zahraničního obchodu: František Hamouz
- Ministr – předseda Výboru pro ceny: Ignác Rendek
- Ministr – předseda Výboru pro průmysl: Josef Krejčí
- Ministr - předseda Výboru pro zemědělství a výživu: Koloman Boďa
- Ministr - předseda Výboru pro dopravu: Jaroslav Knížka
- Ministr - předseda Výboru pro pošty a telekomunikace: Karel Hoffmann
- Ministr – předseda Výboru pro technický a investiční rozvoj: Miloslav Hruškovič
- Ministr bez portfeje:
  - Bohuslav Kučera (ČSS)
  - Jan Pauly (ČSL)
- Státní tajemník v ministerstvu národní obrany: Václav Dvořák
- Státní tajemník v ministerstvu vnitra: Ján Majer
- Státní tajemník v ministerstvu zahraničního obchodu: Andrej Barčák
- Státní tajemník v ministerstvu zahraničních věcí: Karel Kurka, od 20. října 1969
- Státní tajemník v ministerstvu práce a sociálních věcí: Vlasta Brablcová
- Státní tajemník v ministerstvu plánování: Karol Martinka, od 6. října 1969
- Předseda Federálního cenového úřadu: Ignác Rendek
- Předseda Výboru lidové kontroly: Drahomír Kolder, od 2. října 1969[3]

## Seznam členů vlády Lubomíra Štrougala
- Předseda vlády: Lubomír Štrougal
  - Místopředseda vlády:
  - Josef Korčák
  - Peter Colotka
  - Karol Laco
  - Matej Lúčan
  - Václav Hůla
  - František Hamouz
  - Miloslav Hruškovič (do 26. 6. 1970)
  - Jindřich Zahradník
  - Ján Gregor
- Ministr zahraničních věcí: Ján Marko
- Ministr národní obrany: Martin Dzúr
- Ministr vnitra: Radko Kaska
- Ministr financí: Rudolf Rohlíček
- Ministr plánování: Václav Hůla, do 1. 1. 1971
- Ministr práce a sociálních věcí: Michal Štanceľ
- Ministr zahraničního obchodu: Andrej Barčák
- Ministr - předseda Výboru pro ceny: Ignác Rendek
- Ministr - předseda Výboru pro průmysl: Jindřich Zahradník
- Ministr - předseda Výboru pro zemědělství a výživu: Bohuslav Večeřa
- Ministr - předseda Výboru pro dopravu: Jaroslav Knížka, do 1. 1. 1971
- Ministr - předseda Výboru pro pošty a telekomunikace: Karel Hoffmann, do 1. 1. 1971
- Ministr - předseda Výboru pro technický a investiční rozvoj:
  - Oldřich Černík, do 23. 6. 1970
  - Ladislav Šupka, od 23. 6. 1970
- Ministr bez portfeje:
  - Bohuslav Kučera (ČSS)
  - Jan Pauly, do 1. 1. 1971 (ČSL)
  - Karol Martinka, od 28. 1. 1970 (od 1. 1. 1971 místopředseda Státní plánovací komise)
- Předseda Státní plánovací komise: Václav Hůla, od 1. ledna 1971
- Předseda Federálního cenového úřadu: Ignác Rendek
- Předseda Výboru lidové kontroly: Drahomír Kolder

Od 1. ledna 1971 byly zrušeny dosud existující výbory a byla následně zřízena federální ministerstva:
- Ministr dopravy: Štefan Šutka
- Ministr paliv a energetiky: Jaromír Matušek
- Ministr hutnictví a strojírenství: Josef Šimon
- Ministr pro technický a investiční rozvoj: Ladislav Šupka
- Ministr zemědělství: Bohuslav Večeřa
- Ministr spojů:
  - Karel Hoffmann, do 24. 5. 1971
  - Vlastimil Chalupa, od 24. 5. 1971